# Vitalie Pîrlog
Vitalie Pîrlog (nar. 28. července 1974, Nisporeni, Moldavská SSR, Sovětský svaz) je moldavský politik, člen Komunistické strany Moldavska. Ve dnech 14. září až 29. září 2009 byl moldavským předsedou vlády.

## Předseda vlády
Zinaida Greceanîi rezignovala z funkce premiérky dne 9. září 2009 s tím, že není schopná vykonávat zároveň funkci poslankyně a premiérky. O den později, 10. září, podepsal prezident Vladimir Voronin dekret, kterým jmenoval prozatímním premiérem ministra spravedlnosti Vitalie Pîrloga. Ten zastával tento post od 14. září do 25. září, kdy členové nově sestavené koaliční vlády Aliance pro evropskou integraci složili přísahu. Novým premiérem se stal Vlad Filat.